# Anthony Hough
Anthony Hough (ur. 20 sierpnia 1964) – australijski lekkoatleta, wieloboista.
Trzykrotny srebrny medalista mistrzostw kraju w dziesięcioboju. Ma na koncie także medale mistrzostw Australii w kategorii juniorów (w tym brązowy medal w trójskoku).
Jego żona – Suzanne była sprinterką, a syn – Nicholas jest utalentowanym płotkarzem.